# Gracias a Dios (tỉnh)
Gracias a Dios (tiếng Tây Ban Nha có nghĩa là ơn Chúa) là một trong 18 tỉnh (departamentos) của Honduras, giáp biên giới với vùng tự trị Duyên hải Bắc Caribe của Nicaragua. Tỉnh lỵ là Puerto Lempira. Cho đến năm 1975, tên gọi vẫn là Brus Laguna. Từng là một phần của Mosquitia, tỉnh được lập năm 1957 từ một phần của Mosquitia và một phần của Colón và Olancho.
Gracias a Dios có tổng diện tích 16.630 km² và năm 2005 có dân số ước khoảng 76.278 người. Đây là tỉnh có diện tích lớn thứ nhì đất nước này nhưng dân cư lại thưa thớt. Khu vực này có nhiều đầm lầy, rừng mưa nhiệt đới.

## Các đô thị
1. Ahuas
2. Brus Laguna
3. Juan Francisco Bulnes
4. Puerto Lempira
5. Ramón Villeda Morales
6. Wampusirpi